# C/2011 Q4 (SWAN)
C/2011 Q4 (SWAN) — одна з довгоперіодичних комет. Комета була відкрита 23 серпня 2011 року.